# Viola (Illinois)
Viola es una villa ubicada en el condado de Mercer en el estado estadounidense de Illinois. En el Censo de 2010 tenía una población de 955 habitantes y una densidad poblacional de 432,27 personas por km².

## Geografía
Viola se encuentra ubicada en las coordenadas 41°12′19″N 90°35′10″O / 41.20528, -90.58611. Según la Oficina del Censo de los Estados Unidos, Viola tiene una superficie total de 2.21 km², de la cual 2.17 km² corresponden a tierra firme y (1.76%) 0.04 km² es agua.

## Demografía
Según el censo de 2010, había 955 personas residiendo en Viola. La densidad de población era de 432,27 hab./km². De los 955 habitantes, Viola estaba compuesto por el 98.22% blancos, el 0% eran afroamericanos, el 0% eran amerindios, el 0.1% eran asiáticos, el 0% eran isleños del Pacífico, el 0.52% eran de otras razas y el 1.15% pertenecían a dos o más razas. Del total de la población el 3.77% eran hispanos o latinos de cualquier raza.